# Земли Дании

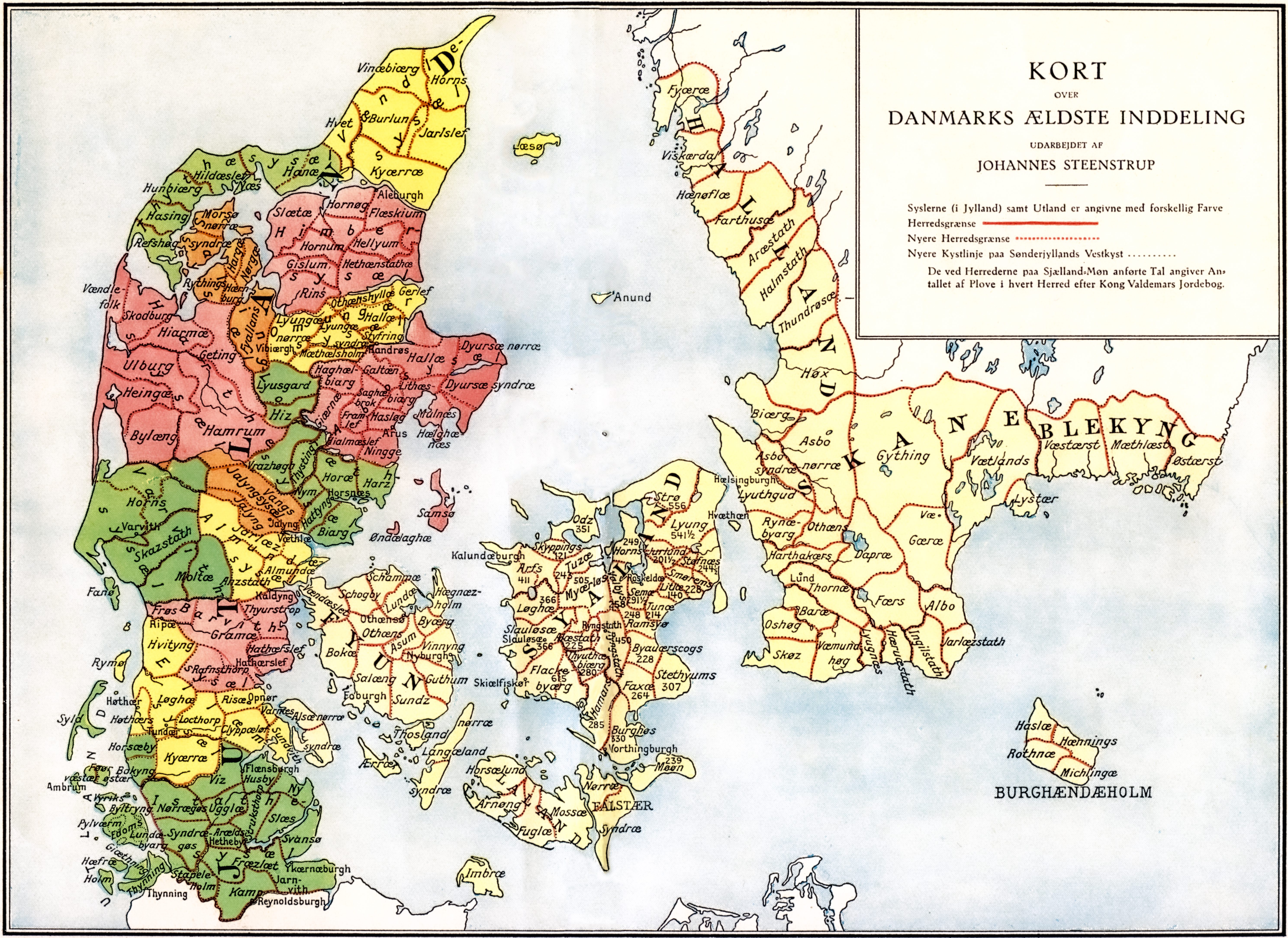
Административное деление Дании в Средние века

Три земли Дании исторически формировали Датское королевство со времени его объединения и унификации в IX веке:
- Зеландия (Sjælland) и острова к югу от неё с центром в Роскилле;
- Ютландия (Jylland) и остров Фюн с центром в Виборге;
- Скания (Skåneland) на Скандинавском полуострове с центром в Лунде.

Каждая из земель традиционно сохраняла собственный тинг и законодательство вплоть до конца Средневековья. Хотя Дания была единым королевством, обычай оказания оммажа королю от трёх отдельных собраний сохранялся. Эта традиция в какой-то степени сохраняется и поныне в существовании восточного и западного Верховного суда.
На протяжении XIX века Зеландия и Фюн были объединены в Østifterne с провинциальным собранием в Роскилле. Ютландия, Борнхольм и Острова сохраняют своё традиционное разделение в некоторых сферах, например в метеорологии и общественной статистике. Борнхольм — единственная часть традиционной Скании, оставшаяся в составе Дании после того, как основная Скания была передана Швеции в результате датско-шведской войны в 1658 году.